# Henri La Fontaine

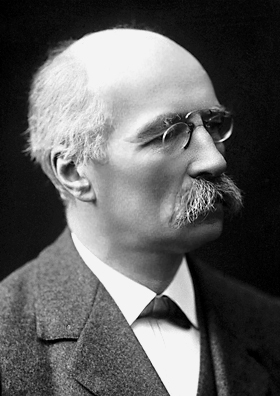
Henri La Fontaine

Henri Marie La Fontaine [lafɔ̃ˈtɛn] (* 22. April 1854 in Brüssel; † 14. Mai 1943 ebenda) war ein belgischer Jurist und Politiker. Henri La Fontaine gründete im Jahr 1883 mit Hilfe des englischen Pazifisten Hodgson Pratt die belgische Gesellschaft für Schlichtung und Frieden. Er war der Gewinner des Friedensnobelpreises im Jahr 1913 und gründete zusammen mit Paul Otlet die Universelle Bibliothek.
Er ist nicht zu verwechseln mit dem französischen General Henri Jean Lafontaine (1882–1966).

## Werk und Leben

### Frühe Jahre und Ausbildung
Henri La Fontaine wurde 1854 in Brüssel geboren und wuchs in sehr wohlhabenden Verhältnissen auf, da seine Eltern dem gehobenen Bürgertum angehörten. Seine Schulausbildung erfolgte im Athenaeum in Brüssel. Nach der Schulausbildung studierte er an der Université Libre de Bruxelles Jura. 1877 erfolgte die Promotion, danach die Referendariatszeit bei verschiedenen praktizierenden Anwälten. Er beschäftigte sich vor allem mit Fragen der Friedenssicherung und publizierte auch darüber, wodurch er zur Zielscheibe der Kritik mehrerer Kollegen wurde.

### Friedensaktivitäten

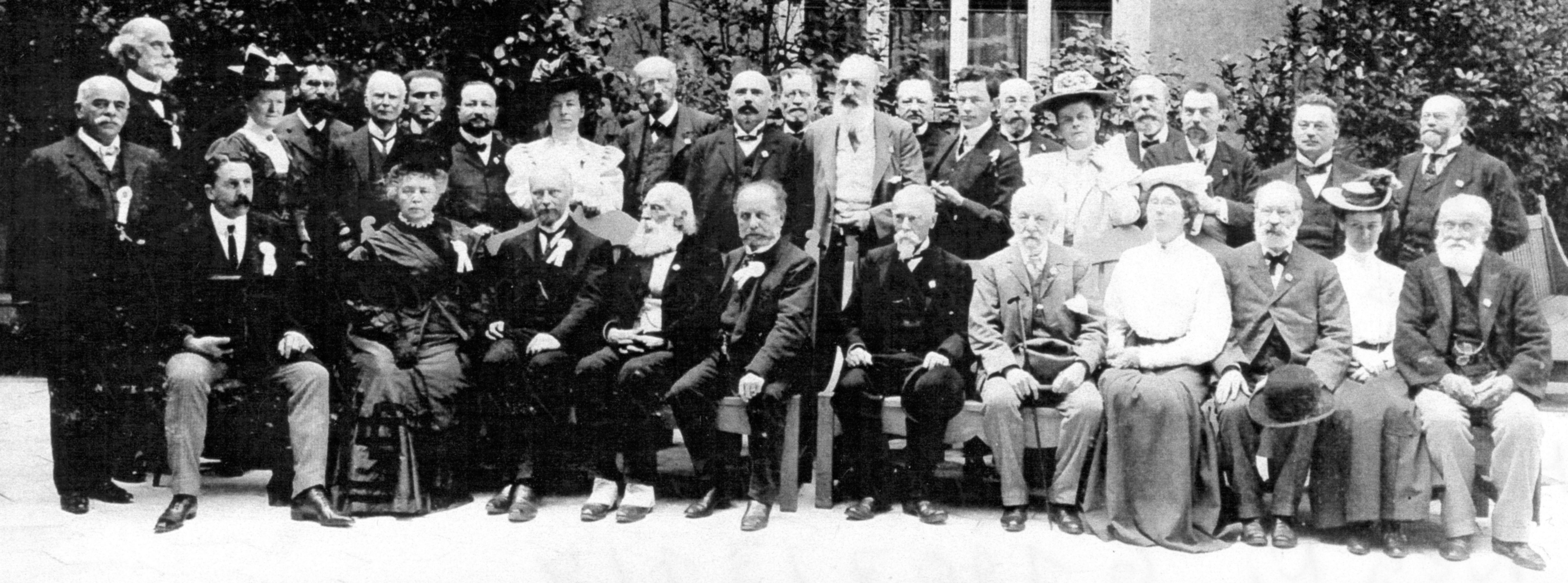
Weltfriedenskongress 1907 in München: Henri La Fontaine (stehende Reihe, Neunter von links); links neben ihm Margarethe Quidde (in weiß), die Ehefrau von Ludwig Quidde (vor ihr); links neben diesem Bertha von Suttner

Zur aktiven Friedensarbeit stieß La Fontaine um 1880, ab 1883 arbeitete er gemeinsam mit dem englischen Pazifisten Hodgson Pratt und wurde durch die gemeinsame Gründung der Gesellschaft für Schlichtung und Frieden zu einem Vorkämpfer der pazifistischen Ideen. Ab 1889 starteten mit den Gründungen des Ständigen Internationalen Friedensbüros, der Interparlamentarischen Union, der Zweiten Internationale und den ersten Friedenskongressen eine Welle von Friedensbewegungen, an denen La Fontaine teilnahm. Im selben Jahr war er einer der Gründer der belgischen Sektion des Internationalen Verbandes für Schiedsgerichtsbarkeit und Frieden und wurde Generalsekretär desselben bis 1914. 1894 organisierte er den Universalen Friedenskongress in Antwerpen und galt von diesem Zeitpunkt an als eine der zentralen Figuren der belgischen Friedensbewegung.
Henri La Fontaine war ein Verfechter der internationalen Schiedsgerichtsbarkeit mit der Schaffung eines Weltgerichtshofes sowie der Abrüstung und der Erweiterung der internationalen Rechtssicherheit. 1891 war er an der Gründung des Bureau International Permanent de la Paix (Ständiges Internationales Friedensbüro) in Rom und er übernahm den Vorsitz als Nachfolger von Fredrik Bajer 1907. Diese Funktion hatte er bis zu seinem Tod 1943 inne. Im Andenken an seine Friedensarbeit ist La Fontaine seit 1959 Namensgeber für die Fontaine Heights in der Antarktis.
Er war zudem sehr aktiv in der Freimaurerei und Ehrenmitglied der Allgemeinen Freimaurerliga, zu deren Vorstand er gehörte.

### Politik und Hochschularbeit
1895 wurde Henri La Fontaine als Mitglied der Sozialistischen Partei in den belgischen Senat gewählt, dem er von diesem Zeitpunkt an mit kurzen Unterbrechungen bis 1936 angehörte, wobei er von 1919 bis 1932 Vizepräsident war. 1922 wurde er in den Rat der Interparlamentarischen Union aufgenommen, der er seit 1895 angehörte, und wurde stellvertretender Vorsitzender des Friedenskongresses in Wien. Bis 1938 nahm er an fast allen wichtigen Kongressen teil und 1935 war er Vorsitzender derselben in Bukarest. Er war ein Verfechter der internationalen Schiedsgerichtsbarkeit mit der Schaffung eines Weltgerichtshofes sowie der Abrüstung und der Erweiterung der internationalen Rechtssicherheit.
Neben seiner politischen Arbeit war Henri La Fontaine Hochschullehrer und unterrichtete von 1894 bis 1914 an der Universität Brüssel Völkerrecht, Internationales Privatrecht und Volkswirtschaftslehre. 1907 gründete er gemeinsam mit Paul Otlet die Universelle Bibliothek und ein Zentralbüro der internationalen Gesellschaften, welche in den heute noch bestehenden Verband internationaler Gesellschaften überging. Das Preisgeld des Friedensnobelpreises von 1913 wollte La Fontaine in die Gründung einer „Internationalen Stadt“ investieren, die als Weltkulturzentrum dienen sollte, der Erste Weltkrieg vereitelte diesen Plan.
Während des Ersten Weltkrieges ging er in die USA und hielt dort Vorlesungen über den Internationalismus und den Völkerbund. Nach dem Krieg wurde er Delegierter der belgischen Regierung zur Friedenskonferenz und zum Völkerbund.